# Église Saint-Jean de La Queue-en-Brie
L'église Saint-Jean est une église catholique située à La Queue-en-Brie dans le Val-de-Marne, en France,.

## Historique
Des travaux de réaménagement ont été réalisés en 2008.